# Powiat Morąski
Der Powiat Morąski (sinngemäß „Landkreis Mohrungen“) war von 1945 bis 1975 ein Powiat im nordöstlichen Polen. Er gehörte zur Woiwodschaft Olsztyn.
Der Powiat Morąski übernahm bei seiner Gründung 1945 die Grenzen und den Kreissitz des bisherigen Landkreises Mohrungen, war mit diesem aber nicht subjektidentisch. 
Im Juni 1945 richtete der Starost von Morąg sieben Gminas ein: Morąg (Mohrungen), Słonecznik (Sonnenborn), Zalewo (Saalfeld), Stary Dzierzgoń (Alt Christburg), Zajezierzyce (Zajezierze, Seegertswalde), Myślice (Miswalde) und Miłakowo (Liebstadt). Im Jahre 1946 kamen neue Gminas hinzu: Boreczno (Schnellwalde), Boguchwały (Reichau), Bramka (Himmelforth), und die Gmina Morąg wurde in die Gmina Królewo (Königsdorf) umgewandelt.
Im Zuge einer Verwaltungsreform (Ablösung der Gmina durch die Gromada) teilte der Volksrat der Woiwodschaft Olsztyn 1954 den Powiat Morąski in 30 Gromadas: Bogaczewo (Güldenboden), Boguchwały (Reichau), Barty (Barten), Boreczno (Schnellwalde), Bramka (Himmelforth), Brzydowo (Seubersdorf), Dobrocin (Alt Bestendorf), Dobrzyki (Weinsdorf), Janiki Wielkie (Groß Hanswalde), Jerzwałd (Gerswalde), Jurki (Georgenthal), Królewo (Königsdorf), Książnik (Herzogswalde), Liksajny (Nickelshagen), Lubochowo (Liebwalde), Małdyty (Maldeuten), Miłakowo (Liebstadt), Morąg (Mohrungen), Myślice (Miswalde), Przezmark (Preußisch Mark), Słonecznik (Sonnenborn), Stary Dzierzgoń (Alt Christburg), Stare Miasto (Altstadt), Strużyna (Silberbach), Szymonowo (Simnau), Warkałki (Workallen), Włodowo (Waltersdorf), Wielki Dwór (Ankern), Zalewo (Saalfeld) und Żabi Róg (Horn).
1957 wurden folgende Gromadas wieder aufgelöst, weil sie sich als zu klein erwiesen haben: Barty, Brzydowo, Książnik, Bogaczewo, Bramka, Dobrzyki, Dobrocin und Warkałki. In den darauffolgenden Jahren kam es noch öfter zu vergleichbaren Korrekturen, die schließlich auch die Grenzen des Powiat Morąski veränderten.
Bei der Verwaltungsreform von 1975 wurde das Gebiet des Powiats aufgeteilt auf die neugebildeten Woiwodschaften Olsztyn und Elbląg.